# Lysionotus confertus
Lysionotus confertus är en tvåhjärtbladig växtart som beskrevs av Charles Baron Clarke. Lysionotus confertus ingår i släktet Lysionotus och familjen Gesneriaceae. Inga underarter finns listade i Catalogue of Life.